# Gian Marco Remondina
Gian Marco Remondina (Rovato, 30 marzo 1958) è un allenatore di calcio ed ex calciatore italiano, di ruolo centrocampista.

## Biografia
È sposato con Tiziana e ha due figli: Anna Giulia (tennista di livello nazionale) e Giacomo, calciatore dilettante.

## Caratteristiche tecniche

### Giocatore
Remondina era un mediano, che faceva della corsa e della resistenza le sue armi migliori.

### Allenatore
Schiera le sue squadre prevalentemente con il 4-3-3, modulo che all'occorrenza ha variato in un 4-3-1-2; tuttavia ha applicato anche altri assetti tattici, mantenendo l'impostazione con quattro difensori e una punta centrale.

## Carriera

### Giocatore
Esordisce con la Romanese, nel campionato di Serie D 1977-1978, realizzando 4 reti, suo record personale. A partire dalla stagione successiva milita in Serie C2, con le maglie di Pro Vercelli, Forlì e Pavia. Nel 1981 sale brevemente in Serie C1 con la Sambenedettese, prima di trasferirsi alla Carrarese: qui rimane quattro anni, due dei quali agli ordini di Corrado Orrico, conquistando nel 1982 la promozione in Serie C1. Chiude la sua militanza nelle file degli apuani con 113 presenze in campionato.
Nel 1985 passa alla Reggiana, con cui disputa il suo ultimo campionato di Serie C1. Prosegue la carriera con le maglie di Orceana e Fidelis Andria, sua unica tappa al Sud, nella quale sfiora la promozione in Serie C1 concludendo il campionato al terzo posto. In seguito milita nel Lecco e nella Virescit, e nel 1993, a 35 anni, scende nel Campionato Nazionale Dilettanti ingaggiato dal Brescello. Qui rimane per tre stagioni, ottenendo due promozioni (in Serie C2 nel 1994 e in Serie C1 nel 1995), prima di concludere definitivamente la carriera agonistica.
In carriera ha disputato sette campionati di Serie C1 e sette di Serie C2, aggiudicandosi la Coppa Italia Serie C nell'annata 1982-1983 con la maglia della Carrarese.

### Allenatore
Inizia l'attività di allenatore nelle giovanili del Legnano, prima di passare sulla panchina della prima squadra, nel Campionato Nazionale Dilettanti 1998-1999. Nella stagione successiva allena il Cremapergo, nella stessa categoria, venendo esonerato dopo 9 giornate.
In seguito passa al settore giovanile del Brescia, dove rimane per tre stagioni. Nel 2004 torna su una panchina di prima squadra allenando la Canzese, in Serie D: la formazione lombarda vince il proprio girone, ottenendo la promozione in Serie C2, tuttavia non viene ammessa al campionato a causa dell'inadeguatezza del campo di gioco.
In seguito alla mancata iscrizione la società si scioglie, e l'ex compagno nel Brescello Nereo Bonato chiama Remondina al Sassuolo. Qui ottiene la promozione in Serie C1, vincendo i play-off nel campionato 2005-2006, e nella stagione successiva, sempre sulla panchina dei neroverdi, viene eliminato nei play-off del campionato di Serie C1.
Nel campionato 2007-2008 sale tra i cadetti, ingaggiato dal Piacenza per sostituire Giuseppe Iachini. Privo del patentino di categoria, figura ufficialmente come vice di Felice Secondini, pur essendo a tutti gli effetti l'allenatore della formazione emiliana; a causa di ciò, la società viene deferita dalla Commissione Disciplinare. L'avventura della coppia Secondini-Remondina dura 10 giornate: in ottobre, dopo la sconfitta sul campo del Pisa, arriva l'esonero, causato dalla deficitaria posizione in classifica e dalle prestazioni deludenti.
Nell'estate 2008 Nardino Previdi lo porta all'Hellas Verona, militante in Lega Pro Prima Divisione. Nella prima stagione, alla guida di una formazione composta da giovani e giocatori in prestito, ottiene un piazzamento di centroclassifica, subendo diverse contestazioni da parte della tifoseria. Nel campionato 2009-2010 il Verona rimane in testa per gran parte della stagione, ma all'ultima giornata viene sconfitto in casa e superato dal Portogruaro: in seguito a questo risultato Remondina viene esonerato e sostituito da Giovanni Vavassori, che fallisce la promozione ai play-off.
Nel febbraio 2011 subentra a Egidio Notaristefano sulla panchina della SPAL, con l'obiettivo di raggiungere i play-off. A fine stagione fallisce l'obiettivo finendo al decimo posto in campionato; in scadenza di contratto, Remondina e la società decidono di separarsi per divergenze di opinioni.
Nell'autunno 2011 viene ingaggiato dal FeralpiSalò, formazione bresciana di Lega Pro Prima Divisione, che conduce alla salvezza e da cui viene confermato per la stagione successiva. Al termine della stagione 2012-2013 conclusasi con il 10º posto in classifica e la conquista della salvezza in anticipo, l'allenatore e la società decidono, di comune accordo, di non continuare il loro rapporto lavorativo.
Il 6 novembre 2013 viene ingaggiato come tecnico della Carrarese, in sostituzione di Maurizio Braghin. Al termine del campionato, chiuso all'undicesima posizione, rinnova l'accordo fino al 30 giugno 2016 e nelle due stagioni successive ottiente un dodicesimo e un quinto posto in campionato.
L'11 giugno 2016 diventa il nuovo allenatore della Pistoiese, con cui firma un contratto annuale. Viene sollevato dall'incarico il 1º marzo 2017 e sostituito da Gianluca Atzori.

## Statistiche

### Statistiche da allenatore
Statistiche aggiornate al 25 marzo 2017.
| Stagione           | Squadra            | Campionato         | Campionato | Campionato | Campionato | Campionato | Coppe nazionali | Coppe nazionali | Coppe nazionali | Coppe nazionali | Coppe nazionali | Coppe continentali | Coppe continentali | Coppe continentali | Coppe continentali | Coppe continentali | Altre coppe | Altre coppe | Altre coppe | Altre coppe | Altre coppe | Totale | Totale | Totale | Totale | % Vittorie |
| Stagione           | Squadra            | Comp               | G          | V          | N          | P          | Comp            | G               | V               | N               | P               | Comp               | G                  | V                  | N                  | P                  | Comp        | G           | V           | N           | P           | G      | V      | N      | P      | %          |
| ------------------ | ------------------ | ------------------ | ---------- | ---------- | ---------- | ---------- | --------------- | --------------- | --------------- | --------------- | --------------- | ------------------ | ------------------ | ------------------ | ------------------ | ------------------ | ----------- | ----------- | ----------- | ----------- | ----------- | ------ | ------ | ------ | ------ | ---------- |
| 1998-1999          | Legnano            | CND                | 34         | 11         | 12         | 11         | CI-Dil          | 6               | 5               | 0               | 1               | -                  | -                  | -                  | -                  | -                  | -           | -           | -           | -           | -           | 40     | 16     | 12     | 12     | 40,00      |
| 2004-2005          | Canzese            | D                  | 34+2       | 24+1       | 6          | 4+1        | CI-D            | 2               | 0               | 1               | 1               | -                  | -                  | -                  | -                  | -                  | -           | -           | -           | -           | -           | 38     | 25     | 7      | 6      | 65,79      |
| 2005-2006          | Sassuolo           | C2                 | 34+4       | 16+2       | 9+1        | 9+1        | CI-LP           | 6               | 2               | 0               | 4               | -                  | -                  | -                  | -                  | -                  | -           | -           | -           | -           | -           | 44     | 20     | 11     | 13     | 45,45      |
| 2006-2007          | Sassuolo           | C1                 | 34+2       | 17+1       | 10         | 7+1        | CI+CI-C         | 1+2             | 0+0             | 0+2             | 1+0             | -                  | -                  | -                  | -                  | -                  | -           | -           | -           | -           | -           | 39     | 18     | 12     | 9      | 46,15      |
| Totale Sassuolo    | Totale Sassuolo    | Totale Sassuolo    | 74         | 36         | 20         | 18         |                 | 9               | 2               | 2               | 5               |                    | -                  | -                  | -                  | -                  |             | -           | -           | -           | -           | 83     | 38     | 22     | 23     | 45,78      |
| 2008-2009          | Verona             | 1D                 | 34         | 11         | 15         | 8          | CI-LP           | 4               | 1               | 2               | 1               | -                  | -                  | -                  | -                  | -                  | -           | -           | -           | -           | -           | 38     | 12     | 17     | 9      | 31,58      |
| 2009-mag. 2010     | Verona             | 1D                 | 34         | 13         | 16         | 5          | CI+CI-LP        | 3+4             | 2+3             | 0+0             | 1+1             | -                  | -                  | -                  | -                  | -                  | -           | -           | -           | -           | -           | 41     | 18     | 16     | 7      | 43,90      |
| Totale Verona      | Totale Verona      | Totale Verona      | 68         | 24         | 31         | 13         |                 | 11              | 6               | 2               | 3               |                    | -                  | -                  | -                  | -                  |             | -           | -           | -           | -           | 79     | 30     | 33     | 16     | 37,97      |
| feb.-giu. 2011     | SPAL               | 1D                 | 11         | 2          | 4          | 5          | CI+CI-LP        | -               | -               | -               | -               | -                  | -                  | -                  | -                  | -                  | -           | -           | -           | -           | -           | 11     | 2      | 4      | 5      | 18,18      |
| ott. 2011-2012     | Feralpisalò        | 1D                 | 29         | 9          | 10         | 10         | CI+CI-LP        | 0+1             | 0+0             | 0+0             | 0+1             | -                  | -                  | -                  | -                  | -                  | -           | -           | -           | -           | -           | 30     | 9      | 10     | 11     | 30,00      |
| 2012-2013          | Feralpisalò        | 1D                 | 32         | 12         | 7          | 13         | CI-LP           | 3               | 1               | 1               | 1               | -                  | -                  | -                  | -                  | -                  | -           | -           | -           | -           | -           | 35     | 13     | 8      | 14     | 37,14      |
| Totale Feralpisalò | Totale Feralpisalò | Totale Feralpisalò | 61         | 21         | 17         | 23         |                 | 4               | 1               | 1               | 2               |                    | -                  | -                  | -                  | -                  |             | -           | -           | -           | -           | 65     | 22     | 18     | 25     | 33,85      |
| nov. 2013-2014     | Carrarese          | 1D                 | 21         | 8          | 7          | 6          | CI-LP           | -               | -               | -               | -               | -                  | -                  | -                  | -                  | -                  | -           | -           | -           | -           | -           | 21     | 8      | 7      | 6      | 38,10      |
| 2014-2015          | Carrarese          | LP                 | 38         | 9          | 17         | 12         | CI-LP           | 2               | 0               | 2               | 0               | -                  | -                  | -                  | -                  | -                  | -           | -           | -           | -           | -           | 40     | 9      | 19     | 12     | 22,50      |
| 2015-2016          | Carrarese          | LP                 | 34         | 13         | 12         | 9          | CI-LP           | 2               | 1               | 0               | 1               | -                  | -                  | -                  | -                  | -                  | -           | -           | -           | -           | -           | 36     | 14     | 12     | 10     | 38,89      |
| Totale Carrarese   | Totale Carrarese   | Totale Carrarese   | 93         | 30         | 36         | 27         |                 | 4               | 1               | 2               | 1               |                    | -                  | -                  | -                  | -                  |             | -           | -           | -           | -           | 97     | 31     | 38     | 28     | 31,96      |
| 2016-mar. 2017     | Pistoiese          | LP                 | 27         | 7          | 11         | 9          | CI-LP           | 2               | 1               | 0               | 1               | -                  | -                  | -                  | -                  | -                  | -           | -           | -           | -           | -           | 29     | 8      | 11     | 10     | 27,59      |
| Totale carriera    | Totale carriera    | Totale carriera    | 404        | 156        | 137        | 111        |                 | 38              | 16              | 8               | 14              |                    | -                  | -                  | -                  | -                  |             | -           | -           | -           | -           | 442    | 172    | 145    | 125    | 38,91      |

## Palmarès

### Calciatore
- Campionato italiano Serie C2: 2

Carrarese: 1981-1982
Brescello: 1994-1995
- Campionato Nazionale Dilettanti: 1

Brescello: 1993-1994
- Coppa Italia Serie C: 1

Carrarese: 1982-1983

### Allenatore
- Campionato italiano Serie D: 1

Canzese: 2004-2005